# 塔韦尔诺
塔韦尔诺，是西班牙安达卢西亚自治区阿尔梅里亚省的一个市镇。 总面积44km2, 总人口991人（2001年），人口密度23人/km2。